# Acartauchenius asiaticus
Acartauchenius asiaticus är en spindelart som först beskrevs av Andrei V. Tanasevitch 1989.  Acartauchenius asiaticus ingår i släktet Acartauchenius och familjen täckvävarspindlar.
Artens utbredningsområde är Turkmenistan. Inga underarter finns listade i Catalogue of Life.